# Raffaele Liberatore
Raffaele Liberatore (Lanciano, 22 ottobre 1787 – Napoli, 11 giugno 1843) è stato uno storico e filologo italiano.

## Vita
Nacque a Lanciano, nel quartiere Borgo, nella parrocchia di Santa Lucia dove venne battezzato, da Pasquale Maria Liberatore e da Caterina Bocache, venendo educato dallo zio Gaudenzio, canonico della Cattedrale di Lanciano.
Ricevette lezioni di matematica a Chieti da Padre Borrelli, poi seguì il corso di filosofia nelle Scuole Pio dei Padri Scolopi (oggi Convitto nazionale di Chieti) sotto Taddei e Aquila, approfondendo gli studi letterari. A Lanciano Raffaele Liberatore fu istruito da Berardini, approfondendo letteratura, filosofia classica e moderna. 
Proseguì gli studi a Napoli le discipline giuridiche sotto N. Valletta; a Chieti nel 1806 presentò un'opera al Marchese del Gallo, Ministro degli Affari Esteri del Regno, che lo prese sotto la sua protezione. Nel 1809 Raffaele fu nominato segretario della missione diplomatica presso Lucca sulle condizioni sociopoliticbe dei Paesi che il marchese visitava; la carriera fu in ascesa, nel 1811 fu primo ufficiale di gabinetto, capo divisione nel 1813, decorato con la medaglia d'onore nel 1814, Cavaliere dell'Ordine delle Due Sicilie nel 1815; nel 1817 fu promosso ufficiale di carico, nel 1820 ufficiale di ripartimento.
Dopo i moti liberali del 1820. Raffaele Liberatore fondò la rivista "La Minerva napolitana", patrocinando una confederazione degli Stati Italiani, seguendo gli ideali di Giuseppe Mazzini e di Vincenzo Gioberti. A causa di questi ideali perse il favore dei filoborbonici, e trovò lavoro nella ditta Mayer appaltatrice dell'esercito, coltivando anche interessi letterari. Nel 1823 stampò le "Curiosità scientifiche e letterarie" e "Casi rari di medicina"; fu condannato all'esilio nel 1825 rifugiandosi con moglie e figlia a Roma. Nel periodo romano dette lezioni di francese, e fu pedagogo presso le nobili famiglie; l'esilio durò sino al 1828, venendo graziato da re Francesco I delle Due Sicilie, e compose il "Viaggio pittorico nel Regno delle Due Sicilie" (1829)
Si dedicò ai pubblici uffici e collaborò a riviste come "Poliorama pittoresco - Ombinus - Il Settimanale - Progresso delle scienze, delle lettere e delle arti - Giornale abruzzese"; redasse descrizioni di opere d'arte conservate nel Museo Borbonico di Napoli, scrisse vari articoli di economia, divulgazione scientifica, successe a Taddei come direttore degli "Annali civili del Regno delle Due Sicilie" nel 1839. Ideò il Vocabolario universale italiano, noto come "Tramaster" dal nome della tipografia che lo pubblicò nel 1829, fu socio della Regia Accademia Ercolanese, della Pontaniana e di quella di Belle Arti.
Colpito da ictus il 10 giugno 1843 a Napoli davanti al teatro San Carlo, Liberatore morì all'alba del giorno dopo; i funerali si tennero nella chiesa della Scala Santa, e venne sepolto nel cimitero di Poggioreale.
Lanciano gli ha dedicato la biblioteca civica ospitata dal 2006 in Villa Marciani.